# Evangelische Johanniter-Schulen Wriezen
Die Evangelischen Johanniter-Schulen Wriezen (Grundschule und Gymnasium) wurden 2007 als Gymnasium durch die Evangelische Schulstiftung Berlin-Brandenburg in Kooperation mit der Brandenburgischen Provinzialgenossenschaft des Johanniterordens auf Initiative der Lokalpolitiker Uwe Siebert (damaliger Bürgermeister Wriezens) und Hans Georg von der Marwitz gegründet und 2015 um eine Grundschule erweitert. Es handelt sich um eine Bekenntnisschule (evangelisch). Der Schulstandort selbst wurde bereits in den 1920er Jahren von der Stadt Wriezen in Betrieb genommen.

## Geschichte
Das Schulgebäude und der Schulstandort wurde am 20. März 1924 ursprünglich als Knabenbürgerschulhaus errichtet. Das Bauvorhaben realisierte die Pläne des Architekten Oskar Lange. Ungefähr eine halbe Millionen Reichsmark hat der Bau des Knabenbürgerschulhauses gekostet. Im Zweiten Weltkrieg wurde das Schulgebäude stark zerstört. In den 1950er Jahren wurden die Klassenräume wieder aufgebaut und erneut als Schule genutzt. 1990 wurde es in „Oderbruch-Gymnasium Leonard Euler“ umbenannt und 2006 staatlicherseits wegen Schülermangels geschlossen.
Das Evangelische Johanniter-Gymnasium Wriezen wurde im Jahre 2007 gemeinsam von der Schulstiftung der Evangelischen Kirche Berlin-Brandenburg-schlesische Oberlausitz und der Brandenburgischen Provinzialgenossenschaft des Johanniterordens gegründet. In der ersten Jahreshälfte 2006 trat der Bürgermeister der Stadt Wriezen, Uwe Siebert, an den Friedersdorfer landwirtschaftlichen Unternehmer und Kommunalpolitiker Hans-Georg von der Marwitz mit der Idee des Gründungsprojekt heran. Der Bürgermeister ist im Zuge der Schließung des vom Landkreis geführten staatlichen Oderbruch-Gymnasiums „Leonhard Euler“ gemeinsam für den Erhalt des Gymnasialstandortes Wriezen eingetreten. Hans-Georg von der Marwitz war bereits im Januar 2006 bei der Jugendförderung in Wriezen aktiv geworden, als er wegen Bitten des Bürgermeisters dafür sorgte, dass drei Mitarbeiter des CVJM Seelow e. V. die Führung des bis dahin negativen Schlagzeilen überfüllten Wriezener Jugendzentrums übernahmen. Von der Marwitz war in der Lage, die Schulstiftung der Evangelischen Landeskirche dazu zu überzeugen, in dem nach der Wende großzügig modernisierten Schulhaus ein evangelisches Gymnasium zu errichten. Die Voraussetzung dafür war allerdings die Sicherstellung der finanziellen Rahmenbedingungen. Die Brandenburgische Provinzial-Genossenschaft des Johanniterordens wurde hierbei neben der Stadt Wriezen als weiterer starker Kooperationspartner gewonnen werden. Am 11. Juni 2007 bekam der neue Besitzer, die Evangelische Schulstiftung das fast vollständig ausgeräumte Schulgebäude. Sofort begannen die dringend notwendigen Sanierungs- und Umbauarbeiten, die sich über die die gesamten Sommerferien erstreckten. Ziel war es pünktlich bis zum Schuljahresbeginn am 27. August mit der Herrichtung der ersten Etage des Hauses zur Nutzung für zwei siebte Klassen fertig zu sein.

## Regionale Meinung
Jede Person hat eine andere Meinung zu den Evangelischen Johanniter-Schulen Wriezen. Viele Schüler und Schülerinnen die vor dem Übergang auf das Gymnasium oder vor der Einschulung in die Grundschule stehen, schauen sich die Schulen an. Besonders beliebt sind zwei bestimmte Tage im Jahr, der Schnupperunterricht und der Tag der offenen Tür. Die Schule verfolgt das Konzept, Schule ohne Rassismus Schule mit Courage.

## Besonderheiten
Als Bekenntnisschule ist die Teilnahme am Ev. Religionsunterricht ist in allen Jahrgängen Pflicht. Darüber hinaus wird der Schulalltag durch tägliche Morgenstationen, gemeinsames Mittagessen mit Gebet und der Wochenabschlußandacht gerahmt. Einheitliche Schulkleidung ist sowohl für die Schüler als auch die Lehrkräfte und alle weiteren Angestellten verpflichtend.
Überregional ist die Schule bekannt für ihre integrative Arbeit, besonders auf dem Feld der Arbeit mit autistischen Schülerinnen und Schülern.
Die Schule ist eine Schule ohne Rassismus – Schule mit Courage.

## Schulgelände
Neben dem eigentlichen Schulgebäude befindet sich seit 1990 ein Neubau für die naturwissenschaftlichen Fächer Physik und Chemie auf dem Gelände. Die Grundschule ist derzeit noch provisorisch in einem Kontaineranbau untergebracht. Weiterhin beherbergt das Gelände einen Fußballplatz, eine Sporthalle (ebenfalls seit 1990, genutzt in Kooperation mit der Stadt Wriezen) und einen Schulgarten, der von den Grundschülern bewirtschaftet wird.

## Die Grundschule
Die Johanniter-Schulen Wriezen beinhaltet eine Grundschule mit elf Grundschullehrkräften und vier Hortnern für den Hort zur Betreuung der Grundschüler. Die ersten Schülerinnen und Schüler der Grundschule hat die Schule am 30. August 2015 in der Katholischen Kirche in Wriezen Willkommen geheißen.
Im Jahre 2022 waren in der Grundschule alle Klassen von 1 bis 6 belegt.

## Gymnasium
Das Gymnasium hat die Klassen 7–12. Es beinhaltet einen Oberstufenraum sowie eine Schulbibliothek und jeweils zwei Naturwissenschaftsräume.
Im Dachgeschoss befindet sich eine Aula in der das Essen gemeinsam zu sich genommen wird, außerdem finden dort schulische und außerschulische Aktionen statt (Konzerte).
In der Aula wird ebenfalls jede Woche am Freitag eine Andacht gehalten.
Die Arbeitsgemeinschaften finden nach der Schulzeit statt. Beispiele sind die Technik AG, Kunst AG, Informatik AG, Lego AG, Brettspiel AG und mehrere Sport Arbeitsgemeinschaften.
Als Zweite Fremdsprache muss zwischen Latein und Spanisch gewählt werden.
Als Wahlpflichtfächer in der neunten Klasse werden Sport, Informatik und Philosophie angeboten. Zwischen dem zweiten Block und dem Mittagessen gibt es jeden Tag (außer Freitags) eine VAS-Zeit  von 50 Minuten, die Schülerinnen und Schülern ermöglicht, selbstständig für ein Fach zu lernen und sich darin zu verbessern.